# 楊仕偉
楊仕偉（1437年—？），字景奇，福建建寧府建安縣人，官籍，明朝政治人物。進士出身。
天順三年，鄉試中舉。成化十一年（1475年），登進士，官兵部主事。成化十三年，因太監汪直率領西廠逮捕入獄，后貶官。
曾祖父楊伯成，贈榮祿大夫少傅工部尚書兼大學士。祖父楊榮。父亲楊恭，曾任尚寶少卿。